# Rhys Darby

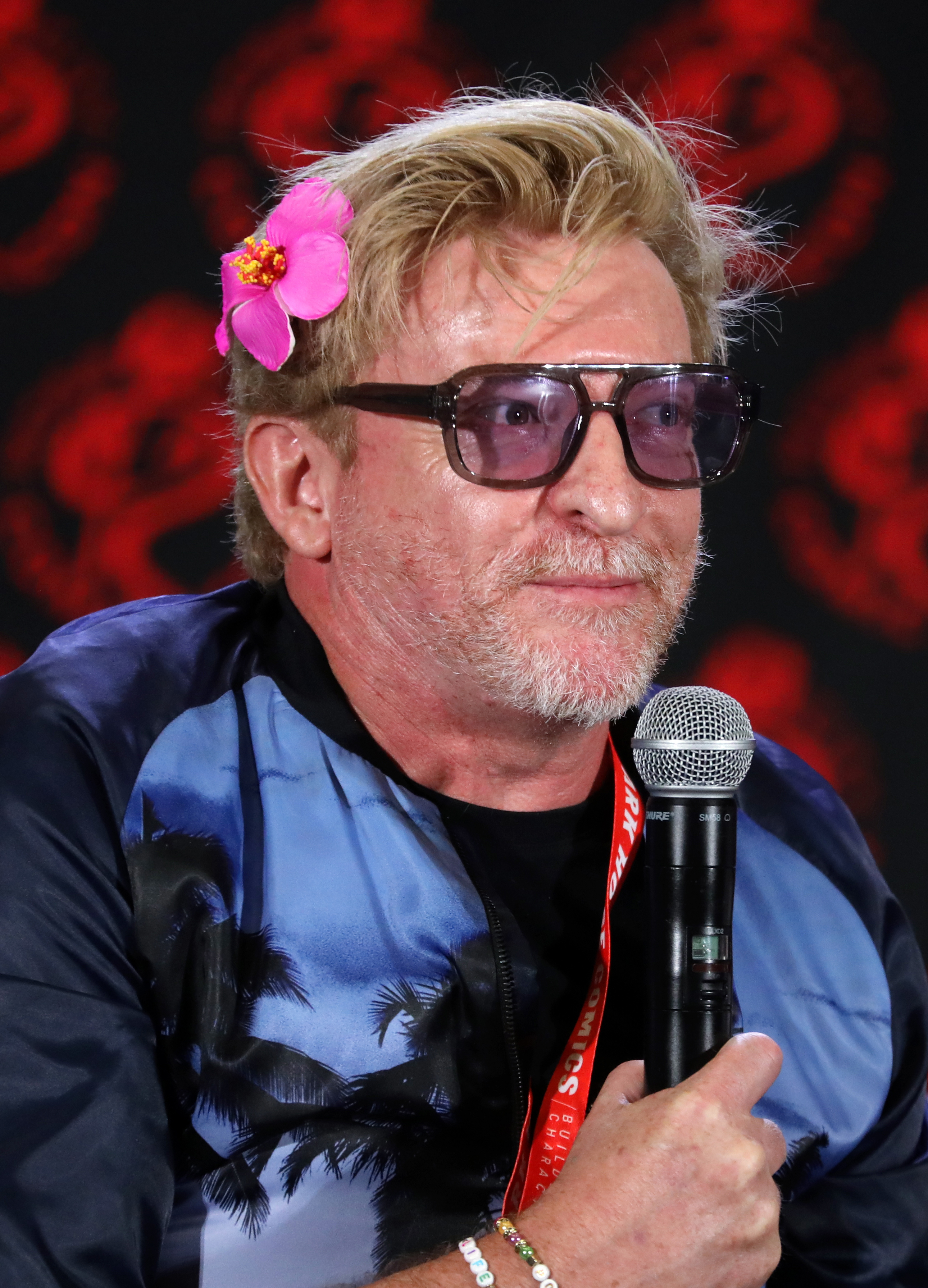
Rhys Darby (2024)

Rhys Montague Darby (* 21. März 1974 in Auckland) ist ein neuseeländischer Schauspieler und Komiker.

## Leben
Darby ist ehemaliger Soldat der New Zealand Army, welche er 1994 verließ. Von 2007 bis 2009 spielte er den Bandmanager Murray Hewitt in der HBO-Serie Flight of the Conchords. Sein Spielfilmdebüt hatte er im Jahr 2008 an der Seite von Jim Carrey in Der Ja-Sager. Es folgten mehrere Gastrollen in Fernsehserien, unter anderem How I Met Your Mother oder Modern Family. 2014 kreierte er die Comedy-Serie Short Poppies für Netflix. In der Serie spielt er selbst eine der Rollen und übernahm für alle Folgen das Drehbuch. Seit 2016 leiht Darby vermehrt auch seine Stimme für Computeranimationsfilme und -serien.
Neben seiner Profession als Schauspieler übt Darby auch Stand-up-Comedy aus. Er hatte drei größere Shows mit den Titeln Imagine That! (2008), It’s Rhys Darby Night! (2011) und This Way to Spaceship (2012). Letztere basiert auf seinem gleichnamigen Buch, welches er 2012 veröffentlichte.

## Filmografie

### Filme
- 2005: Who’s Ya Mate? (Fernsehfilm)
- 2008: Der Ja-Sager (Yes Man)
- 2009: Radio Rock Revolution (The Boat That Rocked)
- 2009: Diagnosis: Death
- 2009: Peacock Season
- 2011: Coming & Going
- 2011: Love Birds
- 2011: Arthur Weihnachtsmann (Arthur Christmas, Stimme)
- 2011: Love Birds – Ente gut, alles gut! (Love Birds)
- 2012: Missing Christmas (Fernsehfilm)
- 2013: Keep Calm and Karey On (Fernsehfilm)
- 2014: 5 Zimmer Küche Sarg (What We Do in the Shadows)
- 2015: Worst Ever (Fernsehfilm)
- 2016: Wo die wilden Menschen jagen (Hunt for the Wilderpeople)
- 2016: Trolls (Stimme)
- 2017: Killing Hasselhoff
- 2017: Jumanji: Willkommen im Dschungel (Jumanji: Welcome to the Jungle)
- 2019: Jumanji: The Next Level
- 2019: Guns Akimbo
- 2022: Rise of the Teenage Mutant Ninja Turtles: The Movie (Stimme)
- 2023: Next Goal Wins
- 2023: Uproar
- 2023: Relax, I’m from the Future
- 2024: Ein klitzekleines Weihnachtswunder (That Christmas, Stimme)
- 2025: Love Hurts – Liebe tut weh (Love Hurts)

### Serien
- 2007–2009: Flight of the Conchords (22 Folgen)
- 2009: The Jaquie Brown Diaries (Folge 2x03)
- 2009–2011: Comedy Showcase (2 Folgen)
- 2010: Radiradirah (3 Folgen)
- 2011–2012: How to Be a Gentleman (9 Folgen)
- 2012: Life Stinks? (Miniserie)
- 2012–2015: Jake und die Nimmerland Piraten (Jake and the Never Land Pirates, 6 Folgen, Stimme)
- 2013: Tiny Commando (Miniserie, 2 Folgen)
- 2013: Watsky’s Releasing an Album (3 Folgen)
- 2013: How I Met Your Mother (Folge 9x07)
- 2013: The Aquabats! Super Show! (Folge 3x02)
- 2014: Modern Family (Folge 5x20)
- 2014: Short Poppies (8 Folgen)
- 2014: Legit (2 Folgen)
- 2014: Comedy Bang! Bang! (Folge 3x12)
- 2014: It’s a Date (Folge 2x05)
- 2014–2015: Hot in Cleveland (3 Folgen)
- 2015: Newsreaders (Folge 2x12)
- 2015: Life in Pieces (2 Folgen)
- 2015–2016: Thunderbirds Are Go (3 Folgen, Stimme)
- 2016: Akte X – Die unheimlichen Fälle des FBI (The X-Files, Folge 10x3)
- 2016: Mike Tyson Mysteries (Folge 2x14, Stimme)
- 2016: Angie Tribeca (Folge 2x02)
- 2016: Harveys schnabelhafte Abenteuer (Harvey Beaks, 2 Folgen, Stimme)
- 2016: Pickle and Peanut (Folge 1x20, Stimme)
- 2016–2017: Wrecked – Voll abgestürzt! (Wrecked, 20 Folgen)
- 2016–2018: Voltron: Legendärer Verteidiger (Voltron: Legendary Defender, 31 Folgen)
- 2017: Eine Reihe betrüblicher Ereignisse (A Series of Unfortunate Events, 2 Folgen)
- 2017: Fresh Off the Boat (Folge 3x15)
- 2017: Dr. Ken (Folge 2x20)
- 2017: Die Garde der Löwen (The Lion Guard, Folge 1x26, Stimme)
- 2017: Bob’s Burgers (Folge 7x15, Stimme)
- 2017: Bajillion Dollar Propertie$ (Folge 3x01)
- 2017: Schlimmer geht’s immer mit Milo Murphy (Milo Murphy’s Law, Folge 1x12, Stimme)
- 2017: We Bare Bears – Bären wie wir (We Bare Bears, Folge 3x20, Stimme)
- 2017: The Jim Jefferies Show (Folge 1x16)
- 2019–2021: Carmen Sandiego (3 Folgen, Stimme)
- 2022–2023: Our Flag Means Death (18 Folgen)